# Кунделунгу
Кунделунгу — гірський хребет, розташований на південному сході Демократичної Республіки Конго. Простягається з півночі на південь на 240 км, середня висота становить 1650—1700 м.

## Опис
На заході та півночі Кунделунгу відділене долинами від гір Мітумба, а на півдні — від плато Лунда. На північний схід від гір лежить озеро Мверу. На схід від Кунделунги протікає річка Луапула, на північ — річка Лувуа, а на захід — річка Луфіра, притока Луалаби.
Гори Кунделунгу малонаселені, густота населення в них становить 9 осіб/км². За 100 км на південний захід від гір лежить місто Лікасі, а за 150 км на південь — місто Лубумбаші.
У 1970 році в центральній частині гір створили Національний парк Кунделунгу площею 7600 км².
| Демократична Республіка Конго | Це незавершена стаття з географії Демократичної Республіки Конго. Ви можете допомогти проєкту, виправивши або дописавши її. |